# Jean-Louis Gaspard Josnet de Laviolais
Jean Louis Gaspard Josnet de La Violais, né le 22 janvier 1753 à Bois-de-Céné (Vendée), mort le 19 janvier 1822 à Bouguenais (Loire-Atlantique), est un général français de la Révolution et de l’Empire.

## Biographie
Jean-Louis Gaspard Josnet de La Violais est le fils de René Pierre Elie Josnet Sieur de La Navarrière, sieur de La Violais, avocat, commissaire des marchés et capitaine des cavaliers garde-côtes, et de Marie Perrine Bouaud. Une de ses sœurs épouse Michel Pierre Luminais, l'autre Jacques François Cormier des Homeaux.
Il épouse le 4 janvier 1779 à Nantes (Loire-Atlantique) paroisse Saint-Nicolas Suzanne Marie Dorion née à Bois-de-Cené (Vendée) le 20 octobre 1752, puis Jeanne Louise Victoire Aimée Bourgeois de La Billardière le 22 août 1810 à l'Île-d'Yeu.

### États de service
Il entre en service en 1768, soldat au régiment d'Orléans. Le 01 janvier 1773 il passe au régiment de Saintonge. Le 12/03/1775 il est breveté lieutenant de la milice et en 1779, il est lieutenant des canonniers garde-côtes de Beauvoir-sur-Mer. Le 21/09/1780 il est nommé capitaine.
En août 1789, il est commandant de la garde Nationale à Machecoul.
Le 7 novembre 1791, il est élu lieutenant-colonel du 1er bataillon de volontaires de la Loire-Inférieure et il est envoyé avec son bataillon à Saint-Domingue le 20/08/1792.
De retour en France le 13/01/1794, il est promu général de brigade le 2 mars 1794, et le 6 septembre suivant il rejoint l’Armée des Côtes de Brest. En février 1795, il assume le commandement de la 5e division à Vannes, et le 30 mai suivant, il commande à la bataille de Saint-Bily, où à la tête de 300 soldats, il met en fuite 1 500 Chouans. Le 5 juin 1795, il est à la bataille de Florange, et le 2 janvier 1796, il est mis en congé de réforme, pour la publication d'un libelle contre Hoche.
Le 14 janvier 1799, il est remis en activité à l’armée d’Orient, mais le 17 mars il rejoint l’armée d’Italie, comme commandant d'une brigade dans la division du général Victor . En juin 1800, il commande une brigade de la division du général Garnier sous les ordres du Général Philippe Romain Ménard. En 1801, il est commandant par intérim de L'Île-d'Yeu, et le 21 août 1801, il est mis en congé de réforme.
Il est rappelé au service actif le 8 août 1809, comme commandant de l'Île-d'Yeu, et le 6 août 1811, il est admis à la retraite.
Il meurt le 19 janvier 1822, chez Monsieur Pierre Louis Calvet dans sa maison de la Basse-Roulière à Bouguenais (vue 5/019).

## Sources
- (en) « Generals Who Served in the French Army during the Period 1789 - 1814: Eberle to Exelmans »
- Thierry Pouliquen, « Les généraux français et étrangers ayant servis [sic] dans la Grande Armée » (consulté le 3 février 2014)
- Jean Louis Gaspard Josnet de Laviolais  sur roglo.eu
- (pl) « Napoléon.org.pl »
- COUTON, Raymond. Olivier. "Bois-de-Céné : JOSNAIS de la VIOLAIS Général de la Révolution et de l’Empire.” Vendée du Nord-Ouest d’hier et d’aujourd’hui, publication de la société d’histoire et d’étude du pays Challandais, juin 1997, pp. 49-63.
- AN. AF/I/1, plaquette 3, p. 32 (4 novembre 1791) AF/I/1, plaquette 4
- SHD Vincennes. Tableau général et alphabétique des pensions à la charge de l’État (1817-1831). Bulletin des lois. Partie principale, Volume 51, p. 22.
- ADV 2E113/4 - NMD 1808-1812. ADLA 3E20/36 - D 1822